# Heideck (Adelsgeschlecht)

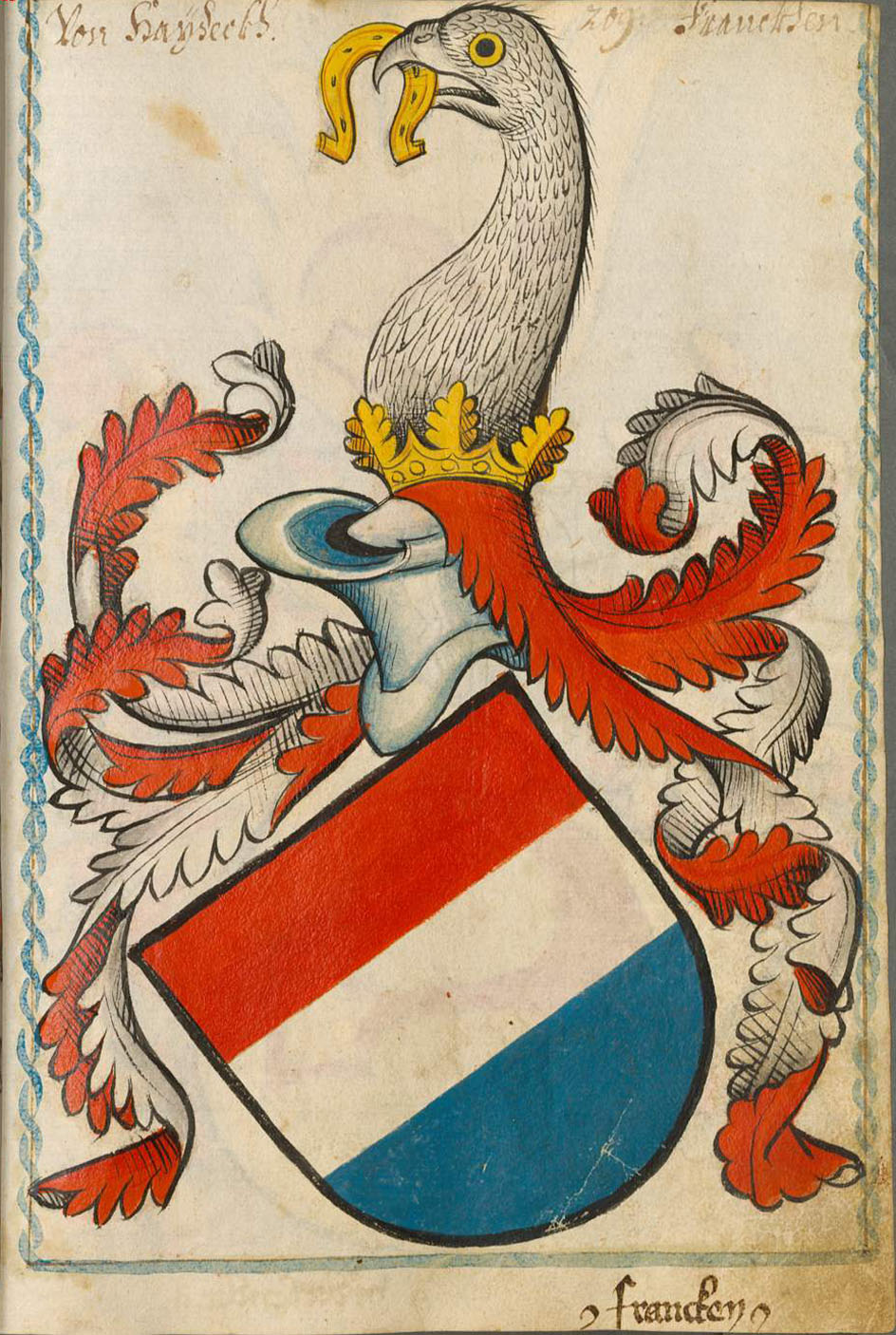
Wappen derer von Heideck nach dem Scheiblerschen Wappenbuch

Heideck, auch Haideck oder Heydeck, ist der Name eines edelfreien, später freiherrlichen, heute erloschenen fränkischen Adelsgeschlechts, das später auch in Württemberg, Dänemark und Preußen zu einigem Ansehen gelangte.
Es besteht keine Stammesverwandtschaft zu den Reichsgrafen von Heydeck, welche auf Josepha von Heydeck (1748–1771) zurückgehen, 1774 in den Reichsgrafenstand gehoben wurden und als Fürsten von Bretzenheim 1863 ihren Mannesstamm beschlossen haben, auch nicht zu Adolf von Heideck (1787–1856), einem natürlichen Spross der Askanier, der 1836 als von Heideck nobilitiert wurde und ohne Erben zu hinterlassen verstarb, sowie schließlich ebenfalls nicht zum Zürcher Ratsgeschlecht Heideck, welches auch Heidegger genannt wird und an das 1844 für Karl Wilhelm von Heideck gen. Heidegger (1788–1861), der bayerische Freiherrnstand gekommen ist.

## Geschichte
Ursprünglich kamen die Herren von Heideck aus dem Anlautertal. Im 11. Jahrhundert erscheinen sie als von Arnsberg. 1129 nannten sich Angehörige von Erlingshofen. Sie waren Gefolgsleute der Bischöfe von Eichstätt, die Ende des 12. Jahrhunderts eigene Güter erhielten. Namensgebender Ort ist Heideck, heute eine Stadt im mittelfränkischen Landkreis Roth. Ritter Hadebrand II. ließ sich 1192 dort nieder und erbaute Burg Heideck, deren Namen er annahm. 1278 baute die Familie eine weitere Burg im Tal. 1288 erbten sie die Besitzungen der Herren von Schalkhausen-Dornberg.
Im 14. Jahrhundert wurde ihre Herrschaft reichsunmittelbar, aber bereits 1360 ein königlich-böhmisches Lehen. Im Jahre 1437 wurde die Herrschaft geteilt und 1445 an das Herzogtum Bayern-Landshut verpfändet. Nach dem Tod von Konrad II. von Heideck kam die Herrschaft Heideck 1472 ganz an Bayern-Landshut und 1505 an das Herzogtum Pfalz-Neuburg.
Die Heidecker Frauenkirche wurde 1419 von Friedrich II. von Heideck erbaut und wurde zur Grablege der Familie. Heideck ging später an das Herzogtum Bayern-Landshut über. Den Heideckern gelang es, ihren Besitz zu einer Herrschaft auszubauen. Zu ihrem Einflussbereich gehörte im Laufe der Jahrhunderte: Arnsberg im Altmühltal mit Burg, Eibwang bei Kinding, Suffersheim, Kesselberg, Großnottersdorf, Wellheim, Rupertsbuch, Burg Dollnstein, Burg Rundeck, Burg Bechthal, Wattenbach, Schlauersbach, Vestenberg, Zandt, Lichtenau und Wachenzell.
Johann II. von Heideck war Fürstbischof von Eichstätt (1415–1429). Er engagierte sich aus Überzeugung in den Hussitenkriegen und nahm im Bayerischen Krieg eine vermittelnde Rolle ein.
Weil Barbara von Brandenburg (1464–1515) entgegen der familiären Verheiratungspolitik Konrad von Heideck ein Eheversprechen gab, wurde sie auf der Plassenburg von ihrer Familie eingesperrt, bis das Eheversprechen wieder aufgelöst war.
Zwischen 1540 und 1562 bzw. 1571 war die Herrschaft über „Neustädtl“ und Störnstein im Eigentum des Johann Georg von Heideck. Georg von Heideck († 1551) hat diese Pfandschaft lt. einer Urkunde vom 4. Oktober 1562 als „uneinlösbares Pfandgut“ in seinem Besitz. Ihm folgte sein Sohn Johann Ulrich († 1554 oder 1555) nach. Sein Vetter Wilhelm von Heideck ist nach der genannten Urkunde von Kaiser Ferdinand der nächste Besitzer. Da er noch minderjährig war, übernahm die Witwe des Georg von Heideck, einer geborene Gräfin von Rappoltstein, die Herrschaft. Zudem stand Wilhelm von Heideck unter der Vormundschaft des Bischofs Erasmus von Straßburg und des Grafen Philipp von Hanau und Lichtenberg. Von den Herren von Heideck hat Ladislau von Lobkowitz am 4. Oktober 1562 die Pfandherrschaft Störnstein abgelöst; die endgültige Übereignung fand aber erst 1571 statt, nachdem man sich über die Heideckschen Eigengüter geeinigt hatte.
1624 verzichteten die von Heideck auf ihre letzten Besitzansprüche in Franken.
Bereits die Söhne Johanns († 1506) hatten die angestammte Heimat verlassen und begaben sich nach Württemberg, Dänemark und Preußen. Vor allem im Kriegsdienst taten sich einzelne Glieder der Familie hervor. So hat Hans von Heideck († 1554) das württembergische Truppenkontingent im Schmalkaldischen Krieg befehligt. Schon mit dem Deutschen Orden war die Familie nach Preußen gelangt und konnte mit Wolfram und Otto von Heideck (1340–1344) zweimal die Stellung eines Komturs besetzten. Friedrich von Heydeck († 1536) und Wolfgang von Heydeck († 1564) waren enge Vertraute von Herzog Albrecht. 1679 nahm Freiherr Wolf von Heideck die Stadt Allenburg von den Polentz als Pfand.
Die Freiherren von Heideck konnten vor allem in Ostpreußen Gutsbesitz an sich bringen. So besaßen sie im Kreis Rastenburg Bogslack, Cremitten, Junkerken, Langwäldchen, Nohnkeim, Plinkeim (1727), Podlacken (1727), Rablack (1727), Scharkeim, Weitzdorf, Wenden und Klein Wolfsdorf (1690–1744), im Kreis Lötzen Mallinken (1727), Millosseu (1727), Neuhoff (1564–1746), Pammern (1727), Rostken (1727), Weissfluss (1727) und Werder (1727), dazu im Kreis Friedland Sauerschienen (1727), Schönbaum, Sonnenberg und Woduhnkeim, im Kreis Marienwerder Neudörfchen und Ottotschen, sowie schließlich Launinken im Kreis Darkehmen, Reichenbach im Kreis Heilsberg, Skomatzko im Kreis Lyck und Tromnau im Kreis Rosenberg. Darüber hinaus wird den von Heydeck für das 18. Jahrhundert Anteilsbesitz an Schönerwalde bei Sternberg in der Neumark zugeschrieben.
Mit Freiherr Wilhelm Gottfried von Heideck († 1750/1752), Erbherr auf Neuhoff, Klein Wolfsdorf und Plinkeim ist die ostpreußische Linie und mit ihr das Gesamtgeschlecht im Mannesstamm erloschen.

## Wappen
Der Schild ist von Rot, Silber und Blau geteilt. Auf dem gekrönten Helm, mit Roten und Silberen Helmdecken, ein silberner Vogelkopf mit Hals, gelegentlich tingiert wie der Schild (so in Preußen), der ein goldenes Hufeisen im Schnabel trägt. Weitere Wappendarstellungen finden sich auch in Siebmachers Wappenbuch von 1605, dort sind die Heidecker bereits als Herren (Tafel 31) aufgeführt und auch das Stadtwappen (Tafel 245) ist enthalten.

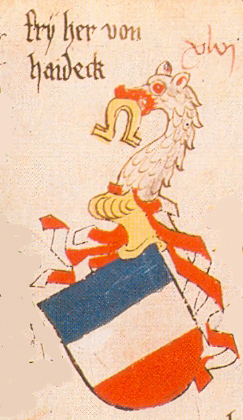
fry her von haideck als Mitglied der Gesellschaft im Leitbracken von Schwaben
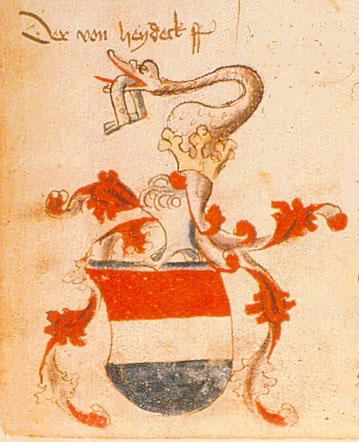
Der von heydeck als Mitglied der Gesellschaft in der Fürspang von Franken
Wappen der Stadt Heideck
Wappen des Marktes Lichtenau

## Persönlichkeiten
- Otto von Heideck, 1340–1344 Landkomtur der Ballei Franken
- Friedrich II. von Heideck, Herr von Heideck (* 1345; † 1423)[9]
- Johann II. von Heideck, Fürstbischof von Eichstätt (1415–1429)
- Georg von Heideck (1487–1551)
- Bonifaz von Heideck, Propst von Blankenau (ab 1526)
- Johann von Heydeck (1500–1554), kursächsischer General[10]
- Wolfgang von Heydeck († 1564), Landhofmeister im Herzogtum Preußen
- Georg Friedrich von Heydeck († nach 1626), Oberstquartiermeister im Dreißigjährigen Krieg im Leibregiment König Christians von Dänemark